# Panic (serie televisiva)
Panic è una serie televisiva statunitense per adolescenti scritta da Lauren Oliver e basata sul suo omonimo romanzo del 2014. Il cast principale è costituito da Olivia Welch, Mike Faist e Jessica Sula. La serie è stata pubblicata su Prime Video il 28 maggio 2021.

## Trama
Nell'estate successiva al loro ultimo anno di liceo, 47 ragazzi partecipano alla competizione annuale detta Panic. Vincere il premio in denaro di $50.000 significherebbe poter fuggire dalla cittadina texana di Carp. Dopo che le regole del gioco cambiano, tuttavia, devono decidere quali rischi varrà la pena correre pur di fuggire dalla città natale.

## Cast

### Personaggi principali
- Heather Nill, interpretata da Olivia Welch, è una ragazza appena diplomatasi che decide all'ultimo momento di partecipare al Panic. Vive in una roulotte con la madre e la sorella minore.
- Dodge Mason, interpretato da Mike Faist, è l'ultimo arrivato a Carp; decide di partecipare al Panic.
- Natalie Williams, interpretata da Jessica Sula, è la migliore amica di Heather. Aveva intenzione di partecipare al Panic fin da subito, ma appena la sua amica si unisce alla gara stringe con lei un'alleanza per vincere.
- Ray Hall, interpretato da Ray Nicholson, partecipa al Panic perché suo fratello maggiore Luke aveva vinto qualche anno prima; è l'interesse amoroso di Heather.
- Bishop Moore,[1] interpretato da Camron Jones, è l'altro migliore amico di Heather, oltre che interesse amoroso. Non partecipa al Panic ma segue la gara come spettatore. Proviene da una famiglia agiata, a differenza di Heather e della maggior parte dei suoi amici di Carp.
- James Cortez,[2] interpretato da Enrique Murciano, è lo sceriffo della Contea di Richards a Carp. Suo figlio è morto durante la precedente edizione di Panic.

### Personaggi secondari
- Rachel Bay Jones nel ruolo di Sherri Nill, madre di Heather.
- Nancy McKeon nel ruolo di Jessica Mason, madre di Dodge e amante dello sceriffo Cortez.
- Todd Williams nel ruolo del Capitano John Williams,[2] padre di Natalie.
- Lee Eddy nel ruolo del sergente Christine Langley, agente di polizia che indaga sul Panic.
- David Thompson nel ruolo di Daniel Diggins, presentatore del Panic di quest'anno.
- Jordan Elsass nel ruolo di Tyler Young, un partecipante del Panic; è amico di Ray e fa lo spacciatore.
- Maya Hendricks nel ruolo di Sarah Miller, sorellastra di Ray.
- Cosme Flores nel ruolo di Drew Santiago, partecipante del Panic.
- Leslie Ann Leal nel ruolo di Summer Calvo, copresentatrice del Panic; tiene il conto dei punteggi.
- Stephen Dinh nel ruolo di Troy Van, partecipante del Panic.
- Kariana Karhu nel ruolo di Lily Nill, sorella minore di Heather.
- Tatiana Roberts nel ruolo di Shawna Kenny, partecipante del Panic.
- Bryce Cass nel ruolo di Adam Lyons, partecipante del Panic.
- Sharmita Bhattacharya nel ruolo di Leela Agerwal, amica di Bishop.
- Nasir Villanueva nel ruolo di Hunt Kenny, fratello maggiore di Shawna. Allena la sorella per il Panic.
- Ben Cain nei panni di George Moore, padre di Bishop e  giudice a Carp.
- Chris Zurcher nei panni di Max Slinger, un fotografo freelance.
- Bonnie Bedelia nel ruolo di Anne McCarthy, una donna che offre a Heather un lavoro nella sua fattoria.
- Moira Kelly nel ruolo di Melanie Cortez, moglie dello sceriffo Cortez.
- Tate Panovich nel ruolo di Myra Campbell, migliore amica di Abby, una ragazza morta l'anno scorso durante il Panic.
- Madison Ferris nel ruolo di Dayna Mason, sorella di Dodge; è rimasta disabile dopo un incidente.
- Kerri Medders nel ruolo di Ruby Anne McDonough.
- Walker Babington nel ruolo di Luke Hall, fratello maggiore di Ray.

## Episodi
| n° | Titolo originale | Titolo italiano | Diretto da      | Scritto da    | Pubblicazione USA | Distribuzione Italia |
| -- | ---------------- | --------------- | --------------- | ------------- | ----------------- | -------------------- |
| 1  | Panic            | Panic           | Ry Russo-Young  | Lauren Oliver | 28 maggio 2021    | 28 maggio 2021       |
| 2  | Heights          | Grandi altezze  | Ry Russo-Young  | Lauren Oliver | 28 maggio 2021    | 28 maggio 2021       |
| 3  | Traps            | Trappole        | Jamie Travis    | Lauren Oliver | 28 maggio 2021    | 28 maggio 2021       |
| 4  | Escape           | Fuga            | Jamie Travis    | Lauren Oliver | 28 maggio 2021    | 28 maggio 2021       |
| 5  | Phantoms         | Fantasmi        | Viet Nguyen     | Lauren Oliver | 28 maggio 2021    | 28 maggio 2021       |
| 6  | Dead-End         | Vicolo cieco    | Viet Nguyen     | Lauren Oliver | 28 maggio 2021    | 28 maggio 2021       |
| 7  | Trust            | Fiducia         | Megan Griffiths | Lauren Oliver | 28 maggio 2021    | 28 maggio 2021       |
| 8  | Returns          | Ritorni         | Megan Griffiths | Lauren Oliver | 28 maggio 2021    | 28 maggio 2021       |
| 9  | Cages            | Gabbie          | Gandja Monteiro | Lauren Oliver | 28 maggio 2021    | 28 maggio 2021       |
| 10 | Joust            | Torneo          | Gandja Monteiro | Lauren Oliver | 28 maggio 2021    | 28 maggio 2021       |

## Produzione

### Sviluppo
Il 28 giugno 2018 Amazon Studios ha ordinato la produzione dell'episodio pilota con lo scopo di ampliare la loro selezione di serie per giovani adulti. Lauren Oliver è stata ingaggiata per l'adattamento del suo romanzo e per la produzione esecutiva stringendo un accordo con Amazon Studios tramite la sua società di produzione Glasstown Entertainment. Gli altri produttori esecutivi sono Joe Roth e Jeff Kirschenbaum, della Roth / Kirschenbaum Films, e Adam Schroeder. L'8 agosto 2018 è stato annunciato che Leigh Janiakper avrebbe diretto il pilot. Il 16 maggio 2019 è stato annunciato che Amazon aveva ordinato la produzione dell'intera stagione.
Amazon ha deciso di non rinnovare la serie per una seconda stagione.

### Cast
Il 28 agosto 2018 Olivia Welch, Mike Faist e Ashlei Sharpe Chestnut sono stati scelti per i ruoli principali. Il 4 ottobre 2018 Ray Nicholson, Will Chase e Kevin Alves sono stati aggiunti al cast della serie. Il 21 ottobre Jessica Sula, Enrique Murciano, Camron Jones sono stati scelti per i ruoli principali in sostituzione rispettivamente di Sharpe Chestnut, Chase e Alves. Bonnie Bedelia, Moira Kelly, Nancy McKeon e Rachel Bay Jones sono state aggiunte al cast come personaggi secondari. Bryce Cass si è unito al cast nel novembre del 2019, seguito da Kerri Medders nel gennaio 2020.

### Riprese
Le riprese del pilot si sono svolte nel settembre del 2018 a Los Angeles. Le riprese della stagione completa sono iniziate alla fine di ottobre 2019 nella zona di Austin.

## Pubblicazione
Il 5 aprile 2021 è stato annunciato che tutti i 10 episodi della serie sarebbero stati pubblicati su Prime Video il 28 maggio 2021.

## Spin-off
L'11 maggio 2021 Audible ha annunciato che avrebbe pubblicato un audiolibro spin-off originale intitolato Panic: Ghosts and Legends  (scritto dalla stessa creatrice della serie) il 28 maggio 2021, in concomitanza con il lancio della serie su Prime Video. Nel cast vocale riprendono i propri ruoli Olivia Welch, Camron Jones e Ray Nicholson.

## Accoglienza
Su Rotten Tomatoes, la serie ha un punteggio del 50% basato su 8 recensioni, con una valutazione media di 6,75/10. Su Metacritic ha un punteggio medio di 54 su 100, basato su 9 recensioni.